# ニアークティック
ニアークティック（Nearctic、1954年 - 1973年）はカナダの競走馬である。20世紀有数の大種牡馬であるノーザンダンサーの父として知られる。自身はカナダ年度代表馬であり、カナダやアメリカで活躍した。名前は新北区（Nearctic）に由来。父・Nearcoと前5文字が共通している。
母レディアンジェラは、エドワード・プランケット・テイラーがイギリスで購入した馬である。イギリスでネアルコの子を産ませたあと、再度ネアルコを交配してからカナダに輸入した。ニアークティックはその時母の胎内にいた馬である。
2-5歳まで走り、4歳時にはカナダの年度代表馬を受賞している。引退後は種牡馬となり、ノーザンダンサーのほか、2000ギニーに勝ったノノアルコ、種牡馬として成功したアイスカペイドを出し7度カナダ種牡馬チャンピオンになった。
1973年7月27日死亡。墓地は繋養されていたウッドストックファームにある。1977年にはカナダ競馬の殿堂入りを果たしている。

## 主な勝利レース
- 2歳時　サラトガスペシャルハンデキャップ、ヴィクトリアステークス、カールトンステークス、クラレンドン
- 3歳時　インターナショナルハンデキャップ
- 4歳時　ミシガンマイル、カナディアンマテュリティ、グリーンウッドハンデ、サンダウンステークス、スウィンフォードステークス、ジャックカルティエステークス、シーウエイハンデキャップ、ヴィジャルハンデキャップ、ボールドヴェンチャーハンデキャップ等

## 主な産駒
- ノーザンダンサー（ケンタッキーダービー、プリークネスステークス、クイーンズプレート、英愛米種牡馬チャンピオン）
- ノノアルコ（2000ギニー、ジャックルマロワ賞、サラマンドル賞、モルニ賞）産駒にケイティーズ、ダイユウサク等
- アイスカペイド（産駒にワイルドアゲイン、イズヴェスティア等）

## 血統
血統的にはネガティヴニックスとして知られる父ネアルコ×母父ハイペリオンの配合で、その唯一といってもいい例外。この配合はガロピン～セントサイモン～チョーサーの過剰なラインブリードのため成功しなかったとされたが、ニアークティックは成功例となった。遠方ではあるが、7代以内に多数存在するセントサイモンの強いインブリードが特徴となっている。合計血量はSt. Simon(=Angelica) 5.5.6.6×5.6.6.7.7で18%を超える。Chaucerやその母Canterbury Pilgrim、St. Simonの父Galopinの血量も高い。5代母は名牝Pretty Pollyである。
| ニアークティックの血統（ネアルコ系 / Chaucer4×4=12.50% St.Simon5.5×5=9.38% Canterbury Pilgrim5×5.5=9.38%） | ニアークティックの血統（ネアルコ系 / Chaucer4×4=12.50% St.Simon5.5×5=9.38% Canterbury Pilgrim5×5.5=9.38%） | ニアークティックの血統（ネアルコ系 / Chaucer4×4=12.50% St.Simon5.5×5=9.38% Canterbury Pilgrim5×5.5=9.38%） | （血統表の出典）        | （血統表の出典） |
| 父 Nearco 1935年 黒鹿毛                                                                                    | 父の父Pharos 1920年 鹿毛                                                                                   | Phalaris                                                                                                   | Polymelus               | Polymelus        |
| 父 Nearco 1935年 黒鹿毛                                                                                    | 父の父Pharos 1920年 鹿毛                                                                                   | Phalaris                                                                                                   | Bromus                  |                  |
| 父 Nearco 1935年 黒鹿毛                                                                                    | 父の父Pharos 1920年 鹿毛                                                                                   | Scapa Flow                                                                                                 | Chaucer                 | Chaucer          |
| 父 Nearco 1935年 黒鹿毛                                                                                    | 父の父Pharos 1920年 鹿毛                                                                                   | Scapa Flow                                                                                                 | Anchora                 |                  |
| 父 Nearco 1935年 黒鹿毛                                                                                    | 父の母Nogara 1928年 鹿毛                                                                                   | Havresac                                                                                                   | Rabelais                | Rabelais         |
| 父 Nearco 1935年 黒鹿毛                                                                                    | 父の母Nogara 1928年 鹿毛                                                                                   | Havresac                                                                                                   | Hors Concours           |                  |
| 父 Nearco 1935年 黒鹿毛                                                                                    | 父の母Nogara 1928年 鹿毛                                                                                   | Catnip | Spearmint               | Spearmint        |
| 父 Nearco 1935年 黒鹿毛                                                                                    | 父の母Nogara 1928年 鹿毛                                                                                   | Catnip | Sibola                  |                  |
| 母 Lady Angela 1944年 栗毛                                                                                 | 母の父Hyperion 1930年 栗毛                                                                                 | Gainsborough                                                                                               | Bayardo                 | Bayardo          |
| 母 Lady Angela 1944年 栗毛                                                                                 | 母の父Hyperion 1930年 栗毛                                                                                 | Gainsborough                                                                                               | Rosedrop                |                  |
| 母 Lady Angela 1944年 栗毛                                                                                 | 母の父Hyperion 1930年 栗毛                                                                                 | Selene | Chaucer                 | Chaucer          |
| 母 Lady Angela 1944年 栗毛                                                                                 | 母の父Hyperion 1930年 栗毛                                                                                 | Selene | Serenissima             |                  |
| 母 Lady Angela 1944年 栗毛                                                                                 | 母の母Sister Sarah 1930年 黒鹿毛                                                                           | Abbots Trace                                                                                               | Tracery                 | Tracery          |
| 母 Lady Angela 1944年 栗毛                                                                                 | 母の母Sister Sarah 1930年 黒鹿毛                                                                           | Abbots Trace                                                                                               | Abbot's Anne            |                  |
| 母 Lady Angela 1944年 栗毛                                                                                 | 母の母Sister Sarah 1930年 黒鹿毛                                                                           | Sarita | Swynford                | Swynford         |
| 母 Lady Angela 1944年 栗毛                                                                                 | 母の母Sister Sarah 1930年 黒鹿毛                                                                           | Sarita | Molly Desmond F-No.14-c |                  |